# Diego José Dormer
Diego José Dormer (Zaragoza, 1649; ib., 20 de octubre de 1705) fue un historiador y arcediano. Fue uno de los cronistas del Reino de Aragón más destacados.

## Biografía
Diego José Dormer nació en Zaragoza en marzo de 1649, nieto del impresor Diego Dormer (- 1645), e hijo del impresor del mismo nombre Diego Dormer (-1676) y de Antonia Nuebevillas.
Estudió en la Universidad de Huesca Filosofía y Jurisprudencia, consiguiendo el título de Doctor en Derecho. Luego enseñaría en esa misma Universidad Sertoriana. Se ordenó sacerdote en 1672 y más tarde fue beneficiado de la iglesia de San Pablo de Zaragoza, arcediano de Sobrarbe en la catedral de Huesca y desde 1694 arcediano mayor de la seo de Zaragoza.
Fue elegido diputado del Reino de Aragón y su cronista desde 1677. Así se hizo una carrera civil en la Administración Real de este reino: fue secretario del Rey en el Consejo Supremo de Aragón y en 1691 fue agente fiscal para los asuntos de Aragón a las gracias del excusado y cuarta décima y subdelegado general de la Santa Cruzada. En 1702 accedió al cargo de canciller de competencias o de contenciones del reino de Aragón.
Fue cronista supernumerario en 1673 por ausencia de Juan José Porter y Casanate, y ordinario desde 1677 a su renuncia en 1703.
Su obra está centrada en la historia de Aragón y su hagiografía, aunque también escribió sobre materia económica. Recogió y comentó favorablemente la obra de la desconocida escritora de mediados del siglo XVII Eugenia Bueso,  resaltando la Relación versificada de la entrada en Zaragoza de don Juan de Austria, obra publicada en 1660.

## Obras

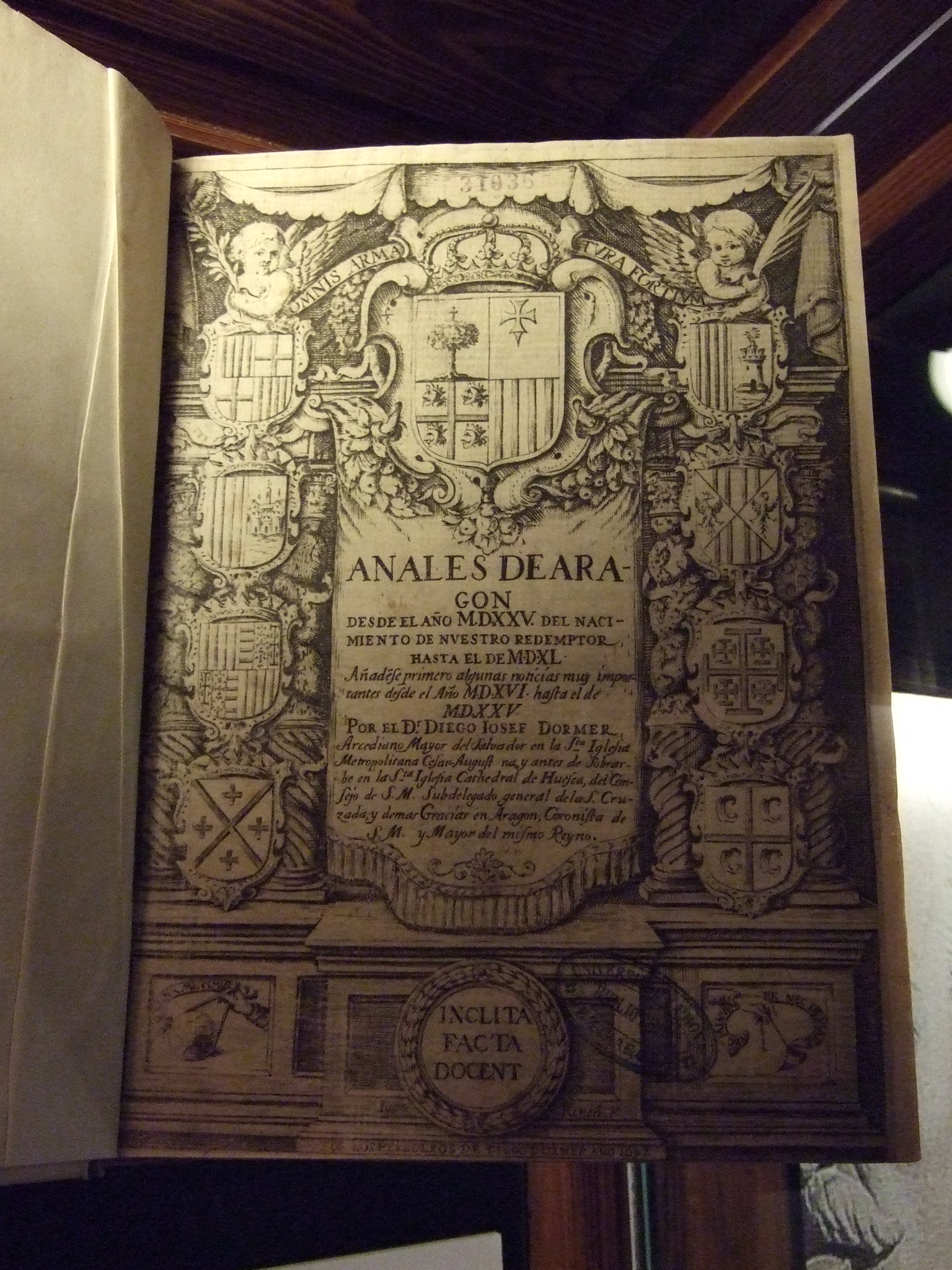
Anales de Aragón desde el año MDXXV

- Dormer, Diego José ([s.a.]). Observacion historica sobre el drecho [sic] de la sal en el Reyno de Aragon, assi para la paga de sus cargos ordinarios como para el servicio de los señores Reyes. OCLC 433142383.
- — ([s.a.]). Ilustrissimo Señor. El D. Diego Josef Dormer, Coronista del Reyno dize : Que de la necessidad, y provecho de la Historia se pudieran juntar tantos elogios, quantos son los Escritores en todo genero de materias, por ser este estudio para todas ; pero en Aragon aun es mas necessaria ... conviene la puntual observacion de los sucessos, para que sean vna regla perfecta por donde se dirijan los que de nuevo se pueden ofrecer ... OCLC 433960501.
- —; Martínez Planells, José ([s.a.]). Breve noticia de los coronistas del Reyno de Arágon, su aplicación y trabajo para formar los Anales, y motivos de no estar adelantada la continuación de ellos (h. 1-59) ; Anales de la Corona de Aragón. Reyes Doña Juana y D. Carlos (h. 68-136). OCLC 430985843.
- — ([s.a.]). Papeles referentes al Reino de Aragón. OCLC 740342340.
- — ([1674?]). Ilustrissimo Señor. El Doctor Diego Ioseph Dormer, dize : que aviendo publicado la "Defensa de la Patria de San Laurencio", que V.S.I. tuvo por tan necessaria, favoreciendola con alguna recomendacion, y singularidad, demas de aprobarla muchos hombres doctos, se sirvió V.S.I. de honrarle con el título de su Coronista Honorario ... OCLC 915459965.
- — ([ca. 1677]). Noticia de los confesores ó Padres de conciencia de los Señores Reyes de Aragón. OCLC 430596559.
- —; Andrés de Uztarroz, Juan Francisco (1680). Progressos de la Historia en el Reyno de Aragon y elogias de Geronymo Zurita. Zaragoza. OCLC 475347041.
- —; Blancas (de), Gerónimo; Carrillo, Martín (1680). Inscripciones latinas a los retratos de los Reyes de Sobrarbe Condes antiguos, y Reye de Aragon, puestos en la sala Real de la Deputacion de la Ciudad de Zaragoça. Zaragoza: Herederos de Diego Dormer. OCLC 743160999.
- — (1680). San Laurencio defendido en la siempre vencedora, y nobilissima ciudad de Huesca, contra el incierto dictamen, con que le pretende de nuevo, por natural de la de Valencia, el doctor Don Iuan Bautista Ballester, arcediano de Murviedro en su santa iglesia metropolitana. Zaragoza: Diego Dormer, impressor de la ciudad, y del Hospital Real, y General de Nuestra Señora de Gracia. OCLC 644871349.
- — ([ca. 1683]). Discurso de las milagrosas campanas de la iglesia de San Nicolás del lugar de Belilla, en el Reyno de Aragón. OCLC 430964442.
- — (1683). Discursos varios de historia, con muchas escrituras reales antiguas, y notas y alguna dellas. Recogidos, y compuestos por el doctor Diego Iosef Dormer ... Zaragoza: Herederos de Diego Dormer. OCLC 954893202.
- — ([1684]). Informe sobre que el coronista del Reyno de Aragon no puede continuar los Anales de su corona sin reconocer los Reales Archivos, y otros puestos donde se hallan las noticias que se requieren para obra de esta calidad. Zaragoza. OCLC 20153422.
- — (1684). Discursos historicos-politicos, sobre lo que se ofrece tratar en la Iunta de los Ilustrissimos Quatro Braços del Reyno de Aragon, de los Eclesiasticos, Nobles, Cavalleros, è Hidalgos, y de las Universidades, que el Rey [nuestro senor] Don Carlos Segundo ha mandado congregar este año de 1684 en la Ciudad de Zaragoça, conforme la dispuesto por su Magestad en las Cortes de 1678. Zaragoza. OCLC 248802091.
- — (1697). Anales de Aragon desde el año M.D. XXV. del nacimiento de nvestro Redemptor hasta el de M.D. XL. An̄adēse primero algunas noticias muy importantes desde el an̄o M.D. XVI. hasta el de M.D. XXV. Zaragoza: Herederos de D. Dormer. OCLC 977274410.
- — (1698). Dissertacion del martyrio de Santo Domingo de Val ... y del culto publico inmemorial con que es venerado desde que padeciô el martyrio. Francisco Revilla. OCLC 84745423.
- — ([1704 o post.]). Discurso sobre la union de las mensas de los antiguos cabildos de la ... iglesia de Zaragoza, del Salvador y de santa Maria del Pilar. OCLC 803943359.
- — (1705). Anales de Aragon desde el año mil quinientos y quarenta del nacimiento de nuestro redentor, hasta el año mil quinientos cinquenta y ocho, en que muriò el maximo fortissimo Emperador Carlos V. Zaragoza: Pasqval Bveno. OCLC 27832308.
- — (1878). Progresos de la historia en Aragon y vidas de sus cronistas ... Primera parte, que comprende la biografía le Geronimo Zurita, compuesta por los doctores Juan Francisco A. de Uztarroz y Diego J. Dormer ... Zaragoza: Impr. des Hospicio. OCLC 742833659.
- —; Jarque Martínez, Encarna M; Salas Auséns, José Antonio (1989). Discursos histórico-políticos, sobre lo que se ofrece tratar en la iunta de los ilustrisimos cuatro braços del Reyno de Aragon, de los eclesiasticos, nobles, cavalleros, e hidalgos ... Zaragoza: Astral. OCLC 642295253.
- — (2000). Discursos varios de Historia : con muchas escrituras reales, antiguas y notas a algunas dellas. Valencia: Universitat, Servei d'Informació Bibliogràfica. OCLC 868809214.